# Tlačno razmerje
Tlačno razmerje (ang. Pressure ratio) je termin, ki se uporablja pri letalskih turbinskih motorjih in plinskih turbinah. Je razmerje med stagnacijskim (statičnim) tlakom pred vstopom v kompresor in tlakom ob izhodu iz kompresorja. V splošnem večje tlačno razmerje pomeni večji izkoristek, vendar se mora pri tem hkrati povečati tudi temperatura v turbini, drugače je izkoristek celo manjši. Večje tlačno razmerje po navadi zahteva težji motor.
Prvi reaktivni motorji so imeli omejena tlačna razmerja zaradi slabših toleranc pri izdelavi in slabših materialov. Npr. Junkers Jumo 004 iz 2. Svetovne vojne je imel celotno tlačno razmerje samo 3,14:1. Po vojni je SNECMA Atar dosegel 5,2:1. Moderni večgredn (multi spool) kompresorji, pri katerih se gredi vrtijo pro različnih hitrostih dosežejo okrog 30-50:1. Rolls-Royce Trent 900 na A380 doseže 39:1. Vojaška letala imajo nižja tlačna razmerja, okrog 20:1. Moderna motorja General Electric F110 in Pratt & Whitney F135 (na lovcu F-35) imajo razmerje 30:1. 
Omejitev pri velikih tlačnih razmerjih je segrevanje zraka med stiskanjem (kompresijo), še posebej na zadnjih stopnjah kompresorja. Potniška letala se po navadi čimhitreje vzpnejo na veliko višino, kjer je tlak in temperatura zraka nizka.

## Primeri
| Motor                          | Celotno tlačno razmerje | Uporaba                                                   | Opombe                                                                               |
| ------------------------------ | ----------------------- | --------------------------------------------------------- | ------------------------------------------------------------------------------------ |
| General Electric GE90          | 42:1                    | 777                                                       |                                                                                      |
| General Electric CF6           | 30,5:1                  | 747, 767, A300, MD-11, C-5                                |                                                                                      |
| General Electric F110          | 30:1                    | Grumman F-14 Tomcat, F-15, F-16                           |                                                                                      |
| Pratt & Whitney TF30           | 20:1                    | Grumman F-14 Tomcat F-14, General Dynamics F-111 Aardvark |                                                                                      |
| Rolls-Royce/Snecma Olympus 593 | 15,5:1                  | Concorde                                                  | Concorde-ovi motorji so imelo efektivno kompresijo 80:1 zaradi nadzvočenga vstopnika |

## Primerjava tlačnega razmerja s kompresijskim razmerjem
| Kompresijsko razmerje | 1:1 | 3:1 | 5:1  | 10:1 | 15:1 | 20:1 | 25:1 | 35:1  |
| Tlačno razmerje       | 1:1 | 4:1 | 10:1 | 22:1 | 40:1 | 56:1 | 75:1 | 110:1 |

Razlog za različne vrednosti je zato, ker je kompresijsko razmerje (KR) definirano z zmanjšanjem volumna:
{\displaystyle KR={\frac {V_{1}}{V_{2}}}},
Tlačno razmerje (TR) pa je definirano kot povečanje tlaka:
{\displaystyle TR={\frac {P_{2}}{P_{1}}}}.
Iz plinske enačbe dobimo:
{\displaystyle {\frac {P_{1}V_{1}}{T_{1}}}={\frac {P_{2}V_{2}}{T_{2}}}\Rightarrow {\frac {V_{1}}{V_{2}}}={\frac {T_{1}}{T_{2}}}{\frac {P_{2}}{P_{1}}}\Leftrightarrow CR={\frac {T_{1}}{T_{2}}}PR}
Ker jeT2 precej večja od T1 (kompresiranje zviša temperaturo plina), KR je precej manjši od TR.